# 八乗数
八乗数（はちじょうすう）は、ある数を8乗してできた数である。n番目の自然数の八乗数はn8 = n × n × n × n × n × n × n × nであり、n番目の七乗数のn倍、n番目の四乗数の平方である。最初のいくつかの非負整数の八乗数は0, 1, 256, 6561, 65536, 390625, 1679616, 5764801, 16777216, 43046721, 100000000, 214358881, 429981696, 815730721, 1475789056, 2562890625, 4294967296, 6975757441, 11019960576, 16983563041, 25600000000, 37822859361, 54875873536, 78310985281, 110075314176, ... オンライン整数列大辞典の数列 A001016である。
ロバート・レコードの考案したゼンジゼンジゼンジックでは、八乗数は「ゼンジゼンジゼンジック」と呼ばれた。

## 性質
八次の代数方程式が八次方程式{\displaystyle ax^{8}+bx^{7}+cx^{6}+dx^{5}+ex^{4}+fx^{3}+gx^{2}+hx+k=0}である。
八乗数8個の和で表せる既知の最小の八乗数は{\displaystyle 1409^{8}=1324^{8}+1190^{8}+1088^{8}+748^{8}+524^{8}+478^{8}+223^{8}+90^{8}}である。
また、正整数の八乗数の逆数の和は{\displaystyle \zeta (8)={\frac {1}{1^{8}}}+{\frac {1}{2^{8}}}+{\frac {1}{3^{8}}}+\cdots ={\frac {\pi ^{8}}{9450}}=1.00407\dots } (A013666)となる。これはより一般的なベルヌーイ数の文脈における正偶数のリーマンゼータ関数の評価の説明の例となる。{\displaystyle \zeta (2n)=(-1)^{n+1}{\frac {B_{2n}(2\pi )^{2n}}{2(2n)!}}}

## 物理学
空力音響学では、乱流の出す音の仕事率は、乱流から十分に離れた場所では乱流の速度の8乗に比例するというライトヒルの八乗法則が知られている。
二次元イジング模型の秩序相は温度低下による秩序変数の8乗に反比例する。
2分子間のカシミール効果は両分子の距離の8乗に反比例して減衰する。